# Oratemnus afghanicus
Oratemnus afghanicus är en spindeldjursart som beskrevs av Beier 1959. Oratemnus afghanicus ingår i släktet Oratemnus och familjen Atemnidae. Inga underarter finns listade i Catalogue of Life.